# Орлов, Михаил Фёдорович
Михаил Фёдорович Орлов (25 марта [5 апреля] 1788 года — 19 [31] марта 1842 года) — генерал-майор, участник Наполеоновских войн, составивший условия капитуляции Парижа союзной армии. В 1820-е гг. получил известность как общественный деятель либерального направления, декабрист, частый собеседник А. С. Пушкина. Младший брат князя А. Ф. Орлова.

## Военная служба
Внебрачный сын («воспитанник») графа Фёдора Григорьевича Орлова и полковницы Татьяны Федоровны Ярославовой. Узаконен в правах вместе с двумя братьями после смерти отца-холостяка указом Екатерины II от 27 апреля 1796 года (однако без титула). Воспитывался в частном пансионе аббата Николя. По отзывам современников, был «красив и отличался Геркулесовой силой».
27 августа 1801 года был зачислен «студентом» в Коллегию иностранных дел, в военную службу перешёл 15 июля 1805 года с зачислением в Кавалергардский полк эстандарт-юнкером. В корнеты произведен 9 января 1806 за отличие в сражении под Аустерлицем. был назначен адъютантом к П. М. Волконскому. В 1807 году сражался под Гуттштадтом, Гейльсбергом и Фридландом и был награждён золотой шпагой.
К началу Отечественной войны 1812 состоял поручиком в Кавалергардском полку. Сопровождал генерал-адъютанта Александра Балашова в Вильно к Наполеону вскоре после начала войны, за что 2 июля был назначен флигель-адъютантом императора Александра I.

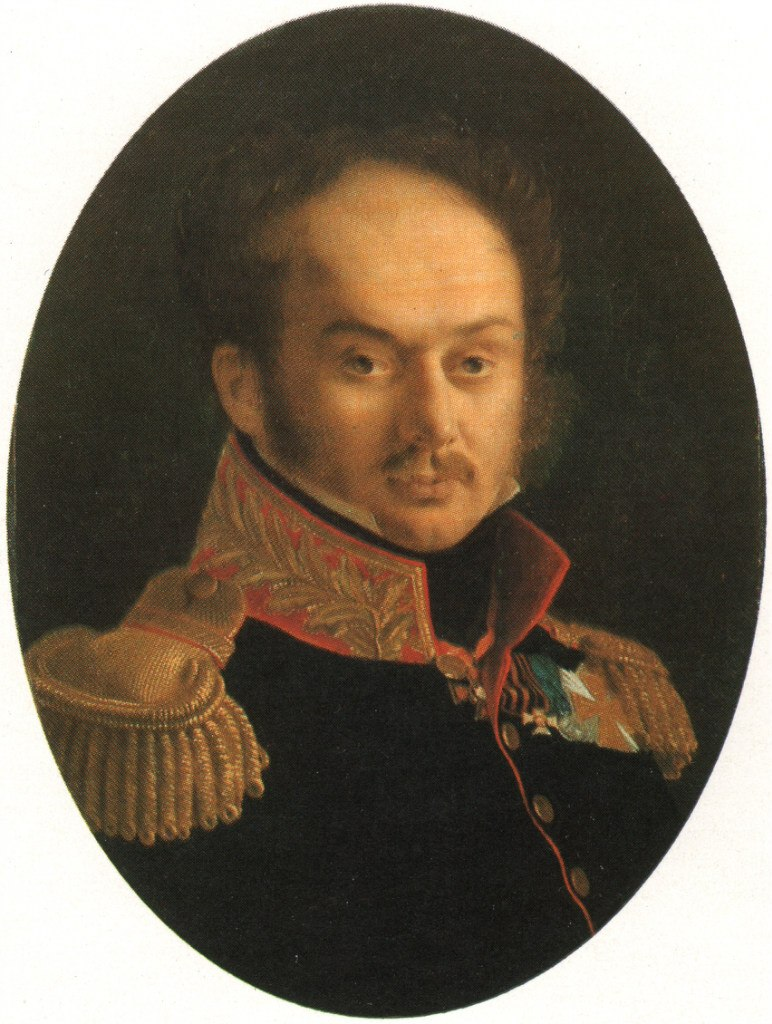
Портрет работы Петра Росси, 1810-е

Был адъютантом сперва при Барклае-де-Толли, а потом при Кутузове, участвовал в обороне Смоленска и в сражениях при Шевардине и Бородине, потом находился в партизанском отряде генерала Ивана Дорохова и за отличие при освобождении Вереи награждён 16 ноября 1812 года орденом Св. Георгия 4-го кл. Сражался под Малоярославцем, Вязьмой и Красным, за что получил чин ротмистра.
В 1813 году находился в «летучем» отряде и за отличие под Калишем произведён 25 марта того же года в полковники. После Плейсвицкого перемирия прикомандирован к отряду генерала Тилемана и участвовал при осаде и взятии Мерзебурга и в Лейпцигском сражении. В 1814 году, будучи в отряде генерала Василия Орлова-Денисова, сражался при Шампобере, Труа, Арси-сюр-Обе.
При взятии Парижа, будучи оставлен на ночь заложником в стане маршала Мармона, составил условия и «заключил договор о сдаче сей столицы Французской империи союзным войскам», за что 2 апреля 1814 года пожалован в генерал-майоры. Ввиду этого дипломатического успеха был послан в Данию для переговоров об уступке шведской короне Норвегии. В 1815 году участвовал во втором походе во Францию. Назначен 13 июня 1817 года начальником штаба 4-го пехотного корпуса, а 3 июня 1820 года получил в командование 16-ю пехотную дивизию, расквартированную в Кишинёве.

## Кишинёвский период
Из заграничного похода Орлов вернулся с оппозиционными в отношении царского правительства взглядами. Александр I пять раз отвергал предложения отдать под командование Орлова дивизию и вообще демонстрировал по отношению к нему подозрительность. Оказавшись в Кишинёве, Орлов поставил себе целью распространить просвещение среди солдат и ввести более человечное к ним отношение: устраивал для нижних чинов ланкастерские школы, уничтожил в своей дивизии телесные наказания.
В 1817 году Орлов познакомился с Александром Пушкиным и вступил в члены литературного общества «Арзамас» с прозвищем Рейн. Думал его преобразовать, расширив круг деятельности. Обнародованная в то время «История государства Российского» его разочаровала своей приземлённостью. По словам Пушкина:

Некоторые из людей светских письменно критиковали Карамзина. Мих. Орлов в письме к Вяземскому пенял Карамзину, зачем в начале «Истории» не поместил он какой-нибудь блестящей гипотезы о происхождении славян, то есть требовал романа в истории.

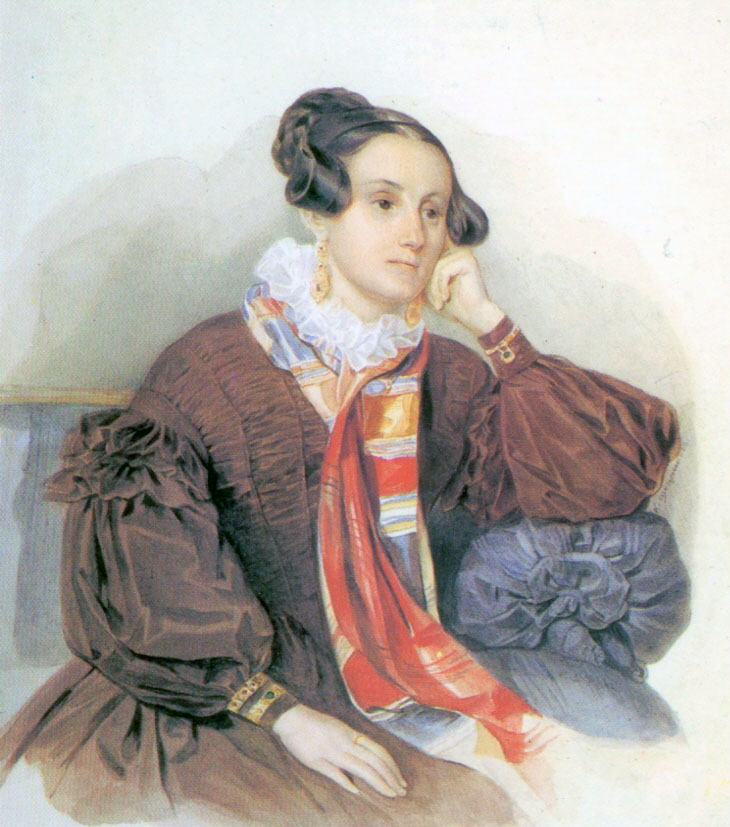
Екатерина Николаевна Орлова, урожд. Раевская

В 1821 году Орлов женился на Екатерине Раевской — дочери знаменитого генерала Н. Н. Раевского. Пушкин много общался с супругами во время южной ссылки, как в Одессе, так и в Кишинёве. В кишинёвском доме Орловых, по свидетельству жены, кипели «беспрестанно шумные споры — философские, политические, литературные». Молодой поэт писал тогда в Петербург:
Всё тот же я — как был и прежде;

С поклоном не хожу к невежде,

С Орловым спорю, мало пью,

Октавию — в слепой надежде —

Молебнов лести не пою.
«Мы очень часто видим Пушкина, который приходит спорить с мужем о всевозможных предметах», — сообщала Екатерина Орлова в ноябре 1821 года. Позднее у поэта с Орловым произошла размолвка. «Орлов умный человек и очень добрый малый, но до него я как-то не охотник по старым нашим отношениям», — писал он жене в 1836 году.
Михаил Орлов — один из основателей преддекабристской организации «Орден русских рыцарей». Он разрабатывал широкую программу либеральных реформ (конституция, отмена крепостничества, суд присяжных, свобода печати), сочетающихся на английский манер с властью аристократии и нарождающейся буржуазии. Руководил кишинёвской управой «Союза благоденствия». За Орловым был учреждён секретный надзор, так как 16-я дивизия имела у начальства репутацию не дисциплинированной и отстающей в отношении фрунта.
В 1822 году в дивизии Орлова произошли волнения. Один из командиров, капитан Брюханов, разозленный действиями каптенармуса, мешавшего ему наживаться на провиантских ассигновках, воспользовавшись первым же незначительным промахом последнего, велел наказать его палками. Рота, возмущенная явной несправедливостью наказания, вырвала товарища из рук наказывавших его унтер-офицеров, отняв у последних также и палки. М. Ф. Орлов, рассмотрев дело, признал претензии солдат правильными и отдал под суд капитана Брюханова.
Его начальник И. В. Сабанеев, ранее сам выступавший с приказами, запрещающими жестокое обращение с нижними чинами, в этот раз принял все меры для пресечения опасных настроений. Он пересмотрел дело, в результате чего Брюханов был освобожден от суда, а виновники «беспорядков» наказаны кнутом и сосланы в каторжные работы. Наказание было произведено таким образом, что имело характер пытки. Сабанеев объявил «главною пружиною ослабевшей дисциплины» в 16-й дивизии В. Ф. Раевского, руководившего ланкастерскими школами, и распорядился взять его под стражу.

## Опала

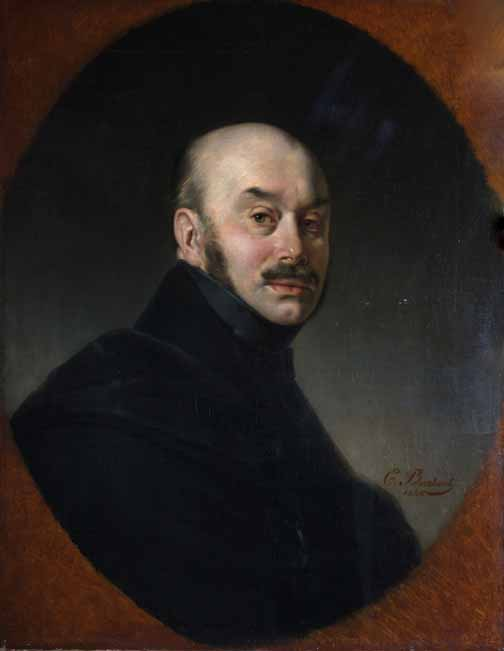
Михаил Орлов на исходе жизни: «чело как череп голый, античная голова, оживлённые черты и высокий рост придавали ему истинно что-то мощное; именно с такой наружностию можно увлекать людей» (Герцен).

По итогам расследования Орлов был освобождён от командования дивизией и назначен «состоять по армии» (18 апреля 1823 г.). Накануне восстания декабристов посетил Крым, где виделся с А. С. Грибоедовым — впоследствии обвиненным в причастности к событиям на Сенатской площади. Участия в подготовке вооружённого восстания не принимал, но после 14 декабря 1825 года был всё же арестован и посажен в Петропавловскую крепость, где провёл полгода.
Благодаря заступничеству своего брата — царского любимца А. Ф. Орлова — Михаил Орлов не понес тяжелого наказания, а был лишь окончательно отставлен от службы. Ему было предписано жить в своей деревне Милятино Мосальского уезда Калужской губернии под надзором полиции.
В милятинском заточении Михаил Федорович, постоянно испытывавший денежные затруднения, старался не предаваться безделью. Много времени он отдавал работе над книгой «О государственном кредите», старался вникнуть в дела стекольного завода, доставшегося ему по наследству. Завод М. Ф. Орлова на I Мануфактурной выставке 1829 года представил стекло «цветное золоченое и богатой грани хрусталь». Деятельный Орлов через князя П. А. Вяземского передал письмо и посылку с расписным стеклом министру финансов Е. Ф. Канкрину. В письме он испрашивал у министерства заказ и разрешение построить в Москве фабрику расписного стекла. Однако ни издание книги, ни фабрика цветного стекла, из-за отсутствия заказов приносившая только убытки, не исправили финансового положения Орлова.
В 1831 году ему разрешено было жить в Москве, где он занял дом на улице Малая Дмитровка, 1/7. Положение Орлова в эти годы было всё столь же затруднительно: с одной стороны, начальство смотрело на него косо как на либерала и подвергало его жандармскому надзору, с другой стороны — либералы сравнивали его относительно привилегированное положение с плачевной участью остальных декабристов. Тем не менее человек, принимавший капитуляцию Парижа, сумел стать уважаемым членом московского общества. Вольнодумная университетская молодёжь чтила в Орлове одного из немногих декабристов, которые оставались в Москве и с которыми можно было без затруднений свести знакомство.

Орлов был человек выдающийся по уму, с возвышенной душой и благородным характером, «рыцарь любви и чести», по выражению князя Вяземского. Его личность была так привлекательна, что, познакомившись с ним, нельзя было не полюбить его. Но крайне увлекающийся и пылкий, он часто был не воздержан в словах и действовал под влиянием первого впечатления.— великий князь Николай Михайлович
Лишённый возможности участвовать в общественной деятельности, младший из братьев Орловых был, по отзыву Герцена, «похож на льва, сидящего в клетке и не смевшего даже рычать: что-то руинное, убитое было в нём». Последние годы своей жизни посвятил организации в Москве Училища живописи, ваяния и зодчества. Умер от горячки в марте 1842 года. Похоронен в Новодевичьем монастыре. Герцен откликнулся на известие о смерти Орлова словами: «Я посылаю за ним в могилу искренний и горький вздох: несчастное существование оттого только, что случай хотел, чтоб он родился в эту эпоху и в этой стране».

## Семья

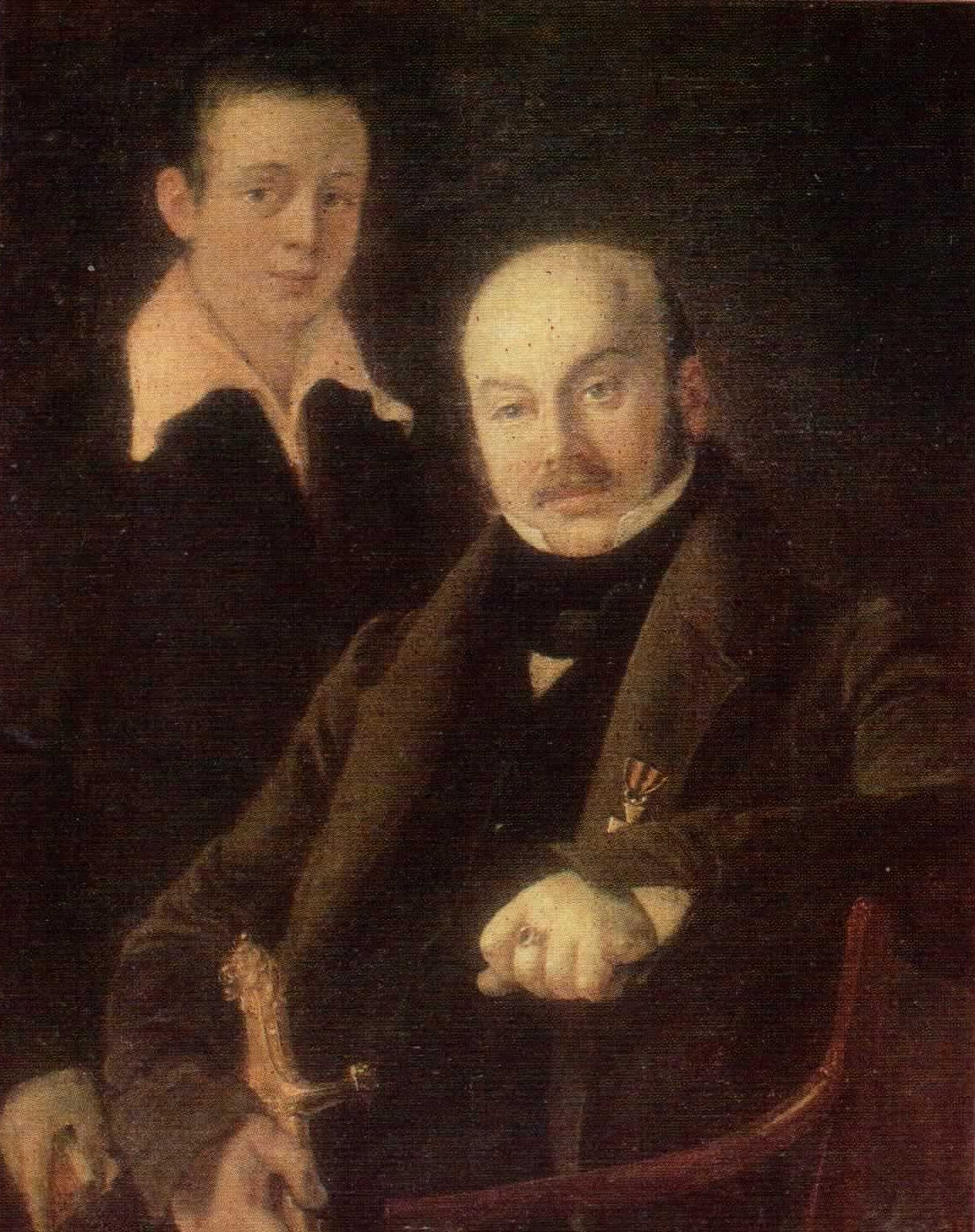
М. Ф. Орлов с сыном

Жена с 1821 года — Екатерина Николаевна, урождённая Раевская (1797—1885), дочь генерала Н. Н. Раевского.
В браке родилось двое детей:
- Николай (1822—1886) — женат с 1857 года на Ольге Павловне Кривцовой (1838—1926), внучке князя Н. Г. Репнина-Волконского. Его дочь, полная тезка его матери, Екатерина Николаевна Орлова (младшая) — жена Сергея Котляревского.
- Анна (1826—1887) — замужем за генерал-майором князем Владимиром Владимировичем Яшвилем (1813—1864).

## Память
В 1975 году к 150-летию восстания декабристов в Кишинёве был установлен памятник — бюст работы скульптора Ю. А. Канашина. На постаменте высечена надпись: «Декабристу М. Ф. Орлову».

## Сочинения
- Некрология генерала от кавалерии Н. Н. Раевского. — СПб., 1829
- О государственном кредите. — М.: тип. Августа Семена, 1833 (Ueber den Staatskredit. — Leipzig : O. Wigand, 1840)
- «Мысли о современном состоянии кредитных установлений в России».